# ستان غراهام
ستان غراهام هو سياسي كندي، ولد في 29 يناير 1926 في أيرلندا الشمالية في المملكة المتحدة، وتوفي في 30 سبتمبر 2010 في كرانبروك في كندا. حزبياً، نشط في الحزب الكندي التقدمي المحافظ. وقد انتخب عضو مجلس العموم الكندي.